# Ромбчин (Островський повіт)
Ромбчин (пол. Rąbczyn) — село в Польщі, у гміні Рашкув Островського повіту Великопольського воєводства.
Населення — 438 осіб (2011).

## Демографія
Демографічна структура станом на 31 березня 2011 року:
|          | Загалом | Допрацездатний вік | Працездатний вік | Постпрацездатний вік |
| -------- | ------- | ------------------ | ---------------- | -------------------- |
| Чоловіки | 228     | 64                 | 143              | 21                   |
| Жінки    | 210     | 44                 | 117              | 49                   |
| Разом    | 438     | 108                | 260              | 70                   |